# Румянцев, Владимир Владимирович
Владимир Владимирович Румянцев (род. 11 января 1970) — советский и российский самбист, бронзовый призёр чемпионата СССР 1990 года, чемпион и призёр чемпионатов России и Европы, чемпион мира, победитель Всемирных игр, Заслуженный мастер спорта России (1993). Победитель и призёр международных турниров. На всероссийских соревнованиях представлял Самару. Выступал в полутяжёлой весовой категории (до 100 кг). Его тренерами были Николай Петров, Александр Иванов и Евгений Афанасьев. Любимый приём — передняя подножка. В свободное время увлекается футболом, охотой и стрельбой.

## Выступления на чемпионатах страны
- Чемпионат СССР по самбо 1990 года — ;
- Чемпионат России по самбо 1992 года — ;
- Чемпионат России по самбо 1996 года — ;
- Чемпионат России по самбо 1997 года — ;